# جهادآباد (مقاطعة فيروزآباد)
جهادآباد (بالفارسية: جهادآباد) هي قرية تقع في قسم أحمد آباد الريفي في إيران. يقدر عدد سكانها بـ 1,159 نسمة .